# معاهدة الدردنيل
معاهدة الدردنيل (المعروفة أيضًا باسم معاهدة الدردنيل للسلام والتجارة والتحالف السري أو معاهدة شاناك أو معاهدة جناق قلعة (بالتركية: Kale-i Sultaniye Antlaşması)‏(بالتركية العثمانية: كاليي سلطاني أنتلاشماسي) هي معاهدة بين الدولة العثمانية والمملكة المتحدة وقعت في 5 يناير 1809 في جناق قلعة في الإمبراطورية العثمانية. أنهت المعاهدة الحرب الأنجلو عثمانية. أعاد الباب العالي (الحكومة العثمانية) الامتيازات التجارية والقانونية البريطانية الواسعة في الإمبراطورية. وعَدت بريطانيا بحماية سلامة الإمبراطورية العثمانية ضد التهديد الفرنسي، سواء بأسطولها الخاص أو من خلال إمدادات الأسلحة إلى إسطنبول (القسطنطينية). أكدت المعاهدة مبدأ عدم دخول أي سفن حربية من أي قوة في مضيق الدردنيل والبوسفور. توقعت المعاهدة اتفاقية مضيق لندن لعام 1841، والتي بموجبها التزمت القوى الكبرى الأخرى بنفس هذا المبدأ.

## روابط خارجية
- معاهدة Çanak Encyclopædia Britannica
- موسوعة تاريخ العالم (2001)